# Sudáfrica en los Juegos Olímpicos de Londres 1908
Sudáfrica estuvo representada en los Juegos Olímpicos de Londres 1908 por un total de 14 deportistas que compitieron en 4 deportes.  
El portador de la bandera en la ceremonia de apertura fue el atleta Douglas Stupart.

## Medallistas
El equipo olímpico sudafricano obtuvo las siguientes medallas:
| Nombre           | Deporte   | Competición |
| ---------------- | --------- | ----------- |
| Oro              |           |             |
| Reggie Walker    | Atletismo | 100 m M     |
| Plata            |           |             |
| Charles Hefferon | Atletismo | Maratón M   |
| Bronce           |           |             |
| —                |           |             |